# Hidden Markov model
Een hidden Markov model (HMM) is een model uit de statistiek waarin het te modelleren systeem een markovproces is met onwaarneembare toestanden. De uitkomsten van het proces hangen op bekende wijze af van een waarneembaar proces en wel zo dat op een bepaald tijdstip de toestand van dit waarneembare proces alleen afhangt van de toestand van de onwaarneembare toestand van het verborgen markovproces. Het doel is kennis over het verborgen proces te verkrijgen op basis van het waarneembare proces. Hidden Markov-modellen worden gebruikt voor toepassingen als patroonherkenning. Een HMM kan worden beschouwd als de eenvoudigste vorm van een dynamisch bayesiaans netwerk.

## Voorbeeld
toestanden = ('Regen', 'Zon')
bezigheden = ('wandelen', 'winkelen', 'lezen')
beginverdeling = {'Regen': 0,6, 'Zon': 0,4}
overgangskansen = 
|       | Regen | Zon |
| Regen | 0,7   | 0,3 |
| Zon   | 0,4   | 0,6 |
bezigheidskansen = 
|       | Wandelen | Winkelen | Lezen |
| Regen | 0,1      | 0,4      | 0,5   |
| Zon   | 0,6      | 0,3      | 0,1   |

## Toepassingen
- spraakherkenning
- optische tekenherkenning
- bio-informatica en genoomonderzoek
  - voorspellen van genen in het genoom
  - structureren van gelijkaardige DNA- en eiwitpatronen in "families"
  - voorspellen van de secundaire eiwitstructuur op basis van de aminozuursequentie